# نوویتاز
نوویتاز (به اسپانیایی: Nuevitas) یک منطقهٔ مسکونی در کوبا است که در استان کاماگوئی واقع شده‌است. نوویتاز ۴۱۵ کیلومتر مربع مساحت و ۴۴٬۸۸۲ نفر جمعیت دارد و ۲۰ متر بالاتر از سطح دریا واقع شده‌است.

## خواهرخوانده
شهرهای بنالمادنا و میلواکی، ویسکانسین خواهرخوانده‌های نوویتاز هستند.